# Pastorela

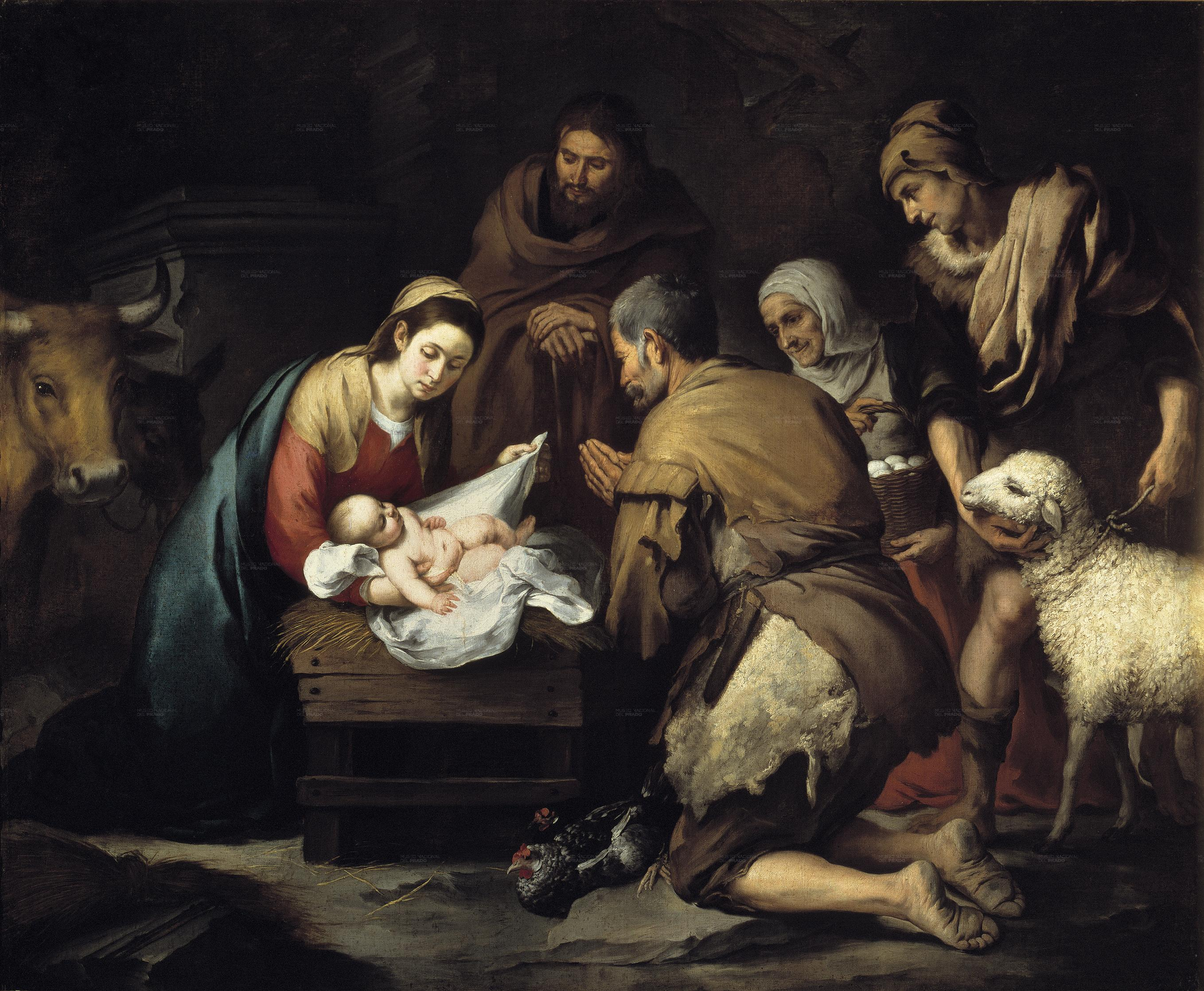
Murillo: La adoración de los pastores (hacia 1660). Museo del Prado, Madrid.

La pastorela es una forma musical de origen pastoril de ritmo sencillo y alegre. Como composición poética, tuvo especial desarrollo entre los trovadores provenzales en Occitania
, Cataluña y Galicia. En Latinoamérica sin embargo se desarrolló a partir del siglo XVI como un género dramático religioso, similar a los autos de Navidad, arraigando especialmente en México. La palabra proviene de la voz francesa «pastourelle».

## Pastorelas trovadorescas
En Occitania, Cataluña y Galicia, las pastorelas relatan el encuentro en el campo de un caballero con una pastora, a la cual intenta seducir. Se trata de una composición dialogada, en la que se describe con tonos unas veces moralizantes y otras picarescos una situación inventada por el trovador, pero en muchas ocasiones en localizaciones geográficas identificables. El diálogo suele mostrar las formas de habla respectivas de la aristocracia y de los villanos. El tratamiento que se hace de la figura de la pastora es muy respetuoso, y a menudo ella muestra mayor ingenio que el caballero a la hora de resolver la situación comprometida en que se encuentra. En el desenlace más habitual, la pastora rechaza al caballero mediante su ingenio o, más a menudo, con ayuda familiar. Otras veces el desenlace queda abierto y es menos claro.

### Lista de pastorelas
Se conservan 25 pastorelas escritas en occitano:
| Compositor          | Incipit                                | Notas                |
| ------------------- | -------------------------------------- | -------------------- |
| Marcabrú            | L'autr' ier jost' una sebissa          |                      |
| Marcabru            | L'autr' ier, a l'issida d'abriu        | 1140                 |
| Giraut de Bornelh   | L'autrier, lo primier jorn d'aost      |                      |
| Giraut de Bornelh   | Lo dous chan d'un auzel                |                      |
| Gavaudan            | Desamparatz, ses companho              |                      |
| Gavaudan            | L'autre dia per un mati                |                      |
| Cadenet             | L'autrier lonc un bosc folhos          |                      |
| Gui d'Ussel         | L'autre jorn cost' una vía             |                      |
| Gui d'Ussel         | L'autr' ier cavalcava                  |                      |
| Gui d'Ussel         | L'autre jorn per aventura              |                      |
| Paulet de Marselha  | L'autrier manei ab cor pensiu          |                      |
| Guiraut Riquier     | L'autre jorn m'anava                   | 1260                 |
| Guiraut Riquier     | L'autr' ier trobei la bergeira d'antan | 1262                 |
| Guiraut Riquier     | Gaia, pastorela                        | 1264                 |
| Guiraut Riquier     | L'autr' ier trobei la bergeira         | 1267                 |
| Guiraut Riquier     | D'Astarac venia                        | 1276                 |
| Guiraut Riquier     | A Sant Pos de Tomeiras                 | 1282                 |
| Joan Esteve         | L'autr' ier al gai tems de Pascor      | 1275                 |
| Joan Esteve         | El dous tems quan la flor sesplan      | 1285                 |
| Joan Esteve         | Ogan al freg que fazia                 | 1288                 |
| Guiraut d'Espanha ? | Per amor soi gai                       |                      |
| Cerverí de Girona   | Entre Lerida e Belvis                  |                      |
| Cerverí de Girona   | Entre Caldes e Penedes                 |                      |
| Cerverí de Girona   | En mai, can per la calor               |                      |
| Cerverí de Girona   | Pres d'un jardi, encontrei l'altredia  |                      |
| Joyos de Tolosa     | L'autr' ier el dous tems de Pascor     |                      |
| Guilhem d'Autpol    | L'autr' ier a l'issida d'abril         |                      |
| Anónimo             | L'autrier al quint jorn d'Abril        |                      |
| Anónimo             | Quant escavalcai l'autr' er            | Llamada balada.      |
| Anónimo             | Mentre per una ribeira                 | Titulada Porquieira. |

## Pastorelas mexicanas
Como género dramático religioso, la "pastorela", también llamada en Latinoamérica "posada", tuvo su origen en los autos sacramentales llevados al Nuevo Mundo por los misioneros franciscanos aprovechando algunos aspectos de la dramaturgia de la
cultura Náhuatl y otros pueblos indígenas americanos. A lo largo de cuatro siglos, la expansión geográfica y cultural de las pastorelas ha desarrollado un rico tapiz regional.
Entre las más antiguas pastorelas en el México colonial se menciona La Comedia de los Reyes, representada en 1527 en el atrio de la que luego sería Catedral de Cuernavaca; y entre las más famosas, La pastorela de Tepotzotlán, escrita por Jaime Saldivar y Miguel Sabido en 1963, que se pone en escena cada año en la hostería del convento de Tepotzotlán. Como muchas otras tradiciones populares fueron recogidas por el Teatro Campesino incluyendo en sus dramatizaciones aspectos sociales y políticos.
Otras fuentes proponen entre las más rancias representaciones la "pastorela de Zapotlán", donde todavía se relata en lengua indígena la primera batalla entre San Miguel y Lucifer; y la "pastorela del Altillo" en la Ciudad de México.

### Argumento
Alternativamente relatan, en un tono festivo y participativo, las peripecias que viven, la Virgen María y San José en su camino a Belén por un lado, y por otro las luchas dialécticas entre los pastores y los demonios que representando los siete pecados capitales, les acosan con trampas, obstáculos y tentaciones para hacerlos desistir. Otras veces es el arcángel san Miguel quien libra batalla con Lucifer, parodiando una vez más la confrontación entre el bien y el mal, y con un final feliz.
Antonio Caño describió los sencillos personajes de la farsa así: "...un Lucifer sagaz y divertido, un arcángel bien intencionado pero estúpido, y unos pastores perezosos y hambrientos, dispuestos a caer en las tentaciones carnales que les ofrecen..."

### Una pastorela mexicana
Enseguida imágenes de la pastorela de 2019 de San Juan Achiutla, Oaxaca, México, donde se pierde en la memoria de los más viejos desde cuando se representa, lo que dicen es que sus padres y abuelos a su vez mencionaban que cuando ellos eran niños, la pastorela ya se representaba, por lo que su origen se desvanece en el lejano pasado. El hecho es que año con año, cada 24 de diciembre se realiza la representación pastoril del nacimiento de Jesucristo, con la participación de campesinos-actores voluntarios y patrocinio de los padrinos de la Pastorela, una de las familias del pequeño pueblo entre las montañas que para ello se ofrecen. Debe mencionarse que no existe ni ha existido ningún apoyo gubernamental o de alguna organización cultural para realizar esta celebración, debiéndose únicamente a la persistencia y voluntad de los achiutlecos en conservar su tradicional y devota puesta en escena.  

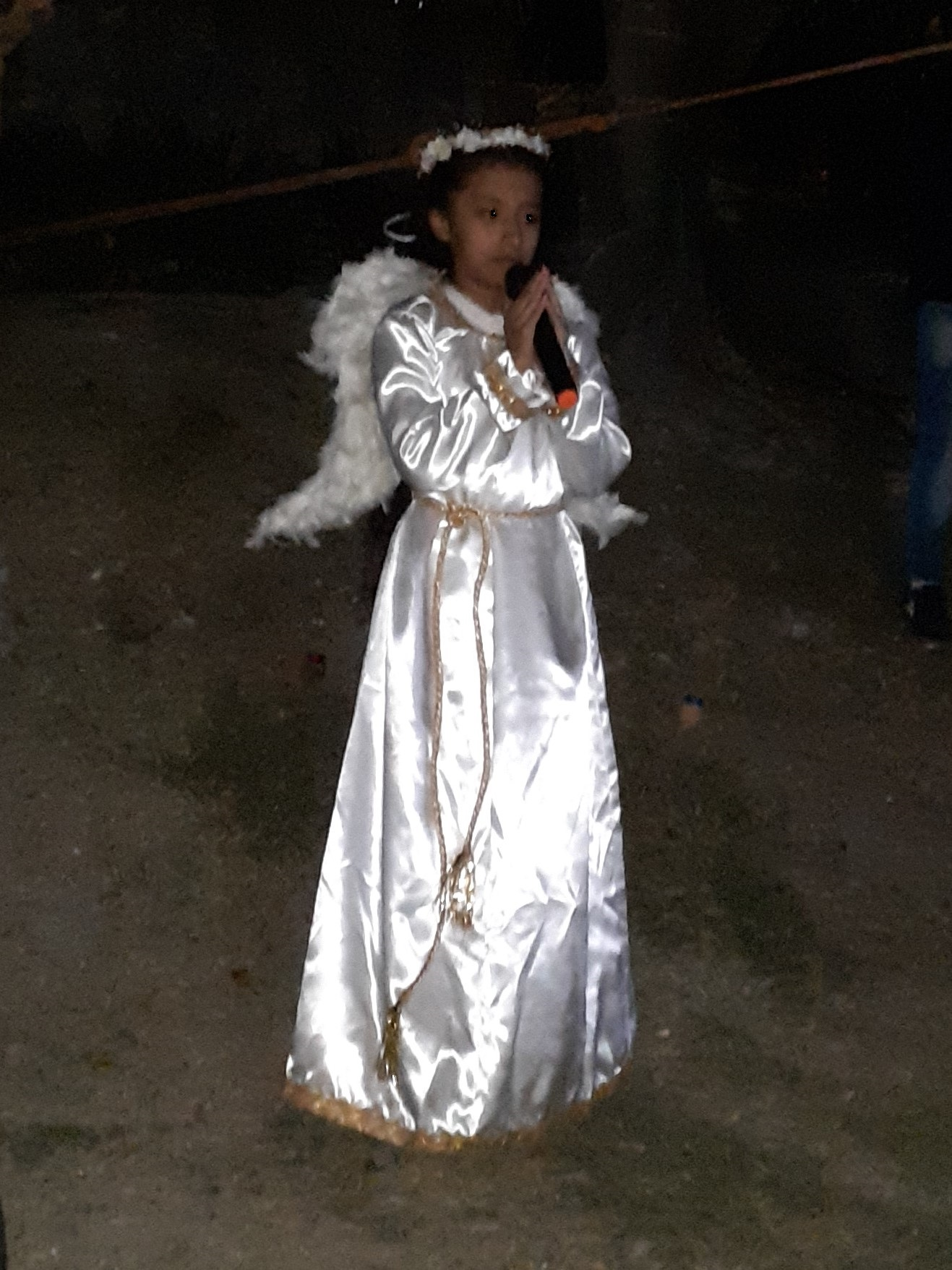
Representación de La Anunciación
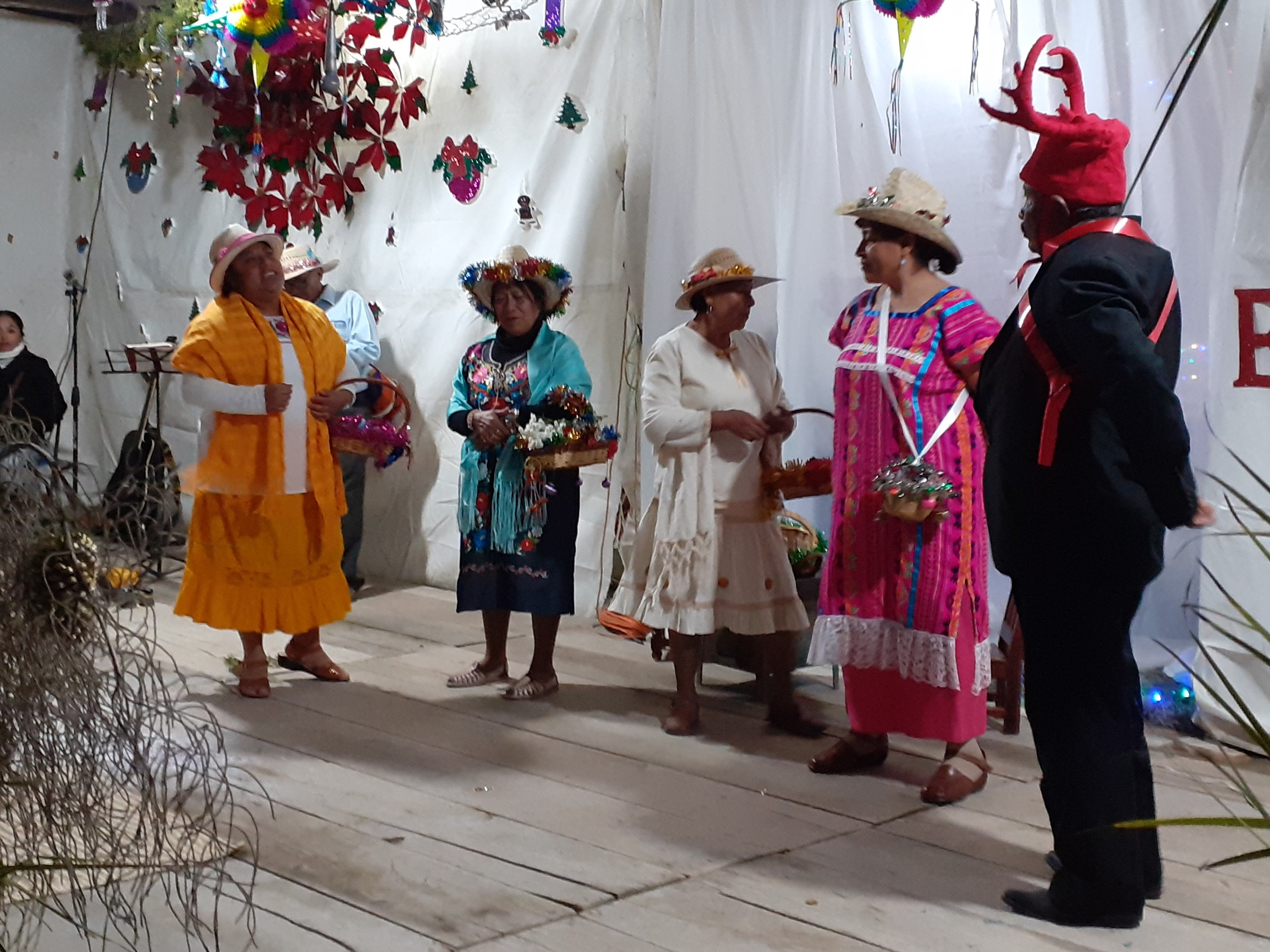
Pastoras siendo enmarañadas por Satán
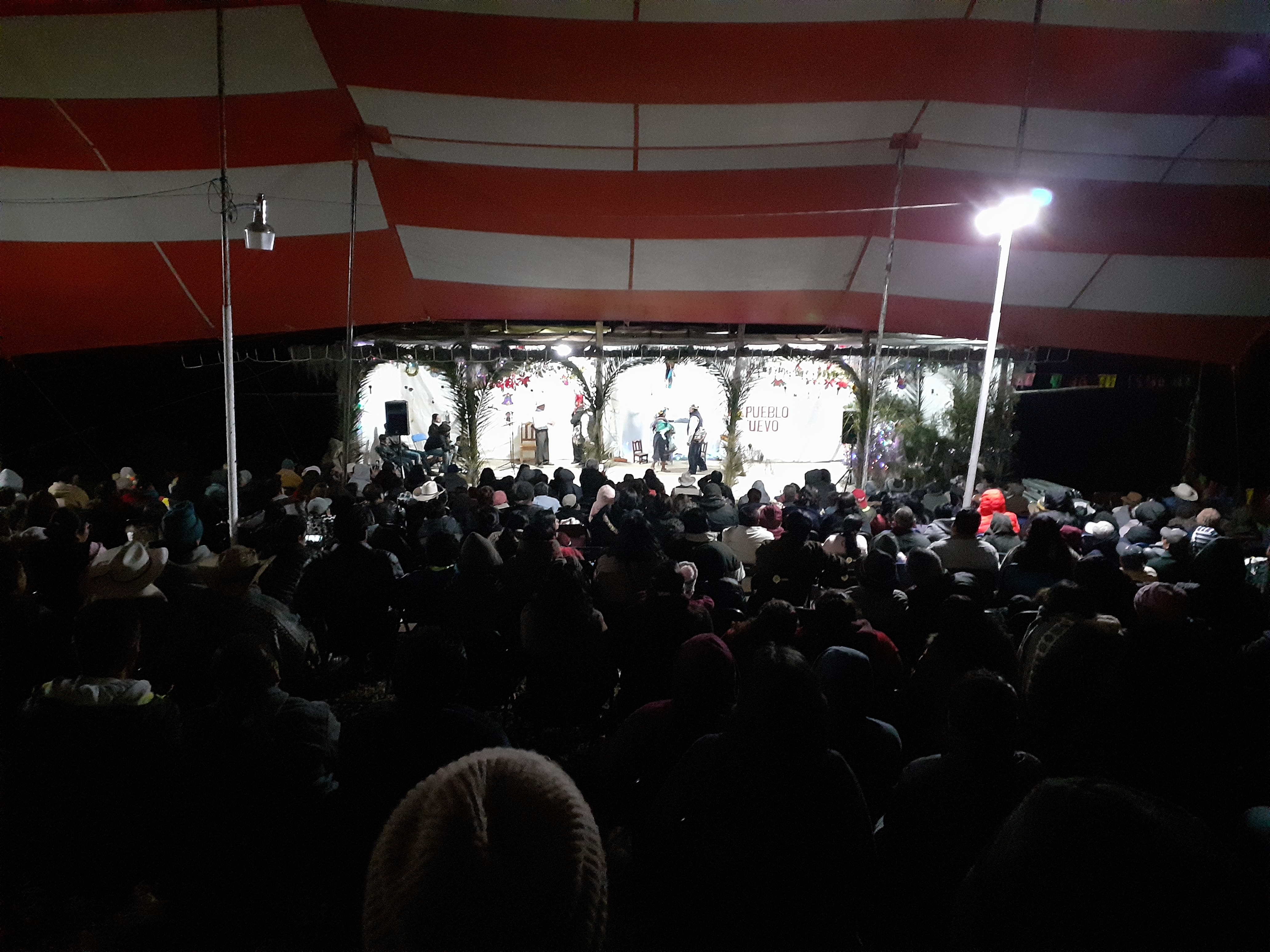
La audiencia sigue atenta la trama
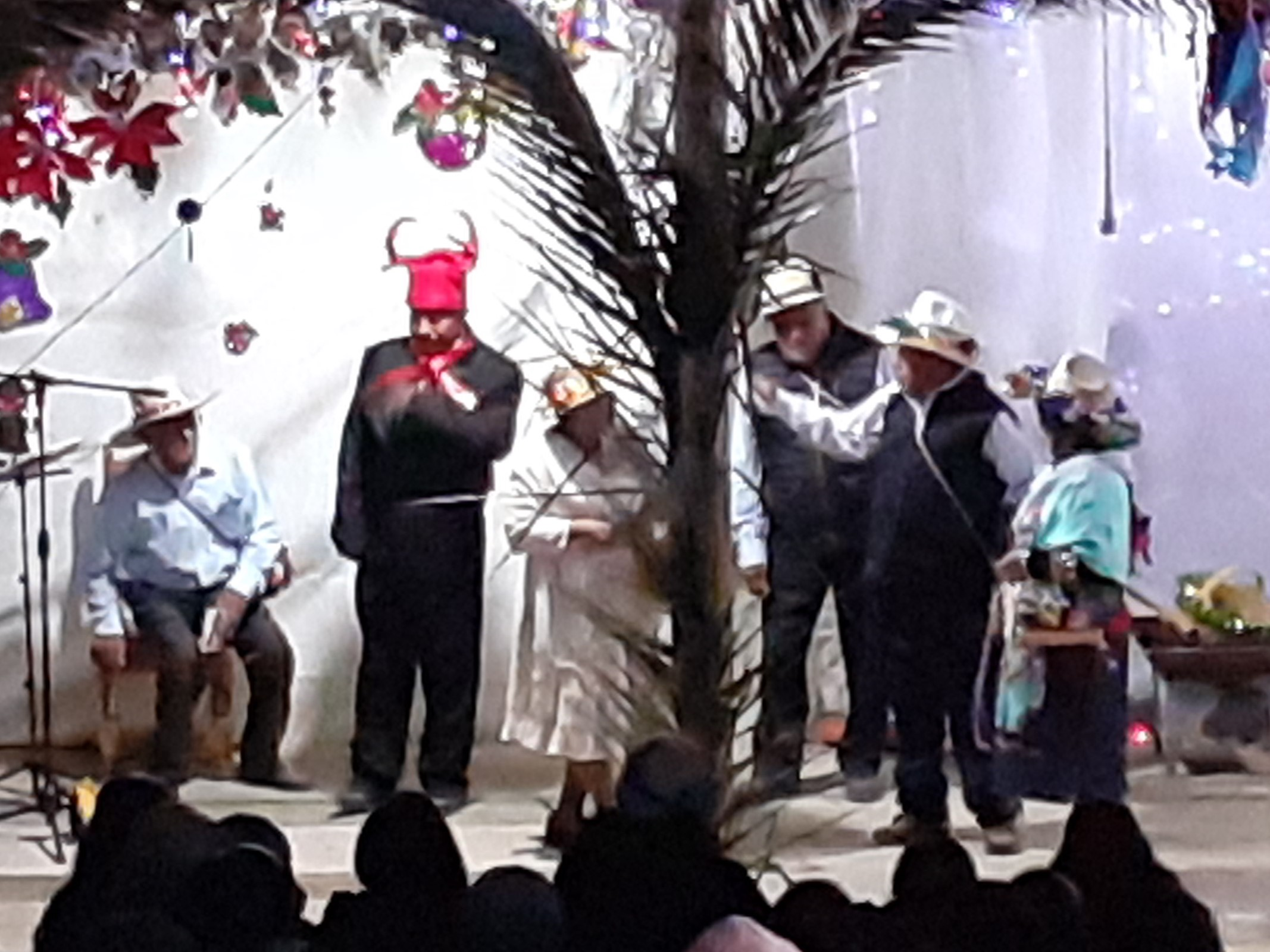
Cuestionamiento a las diabólicas intrigas
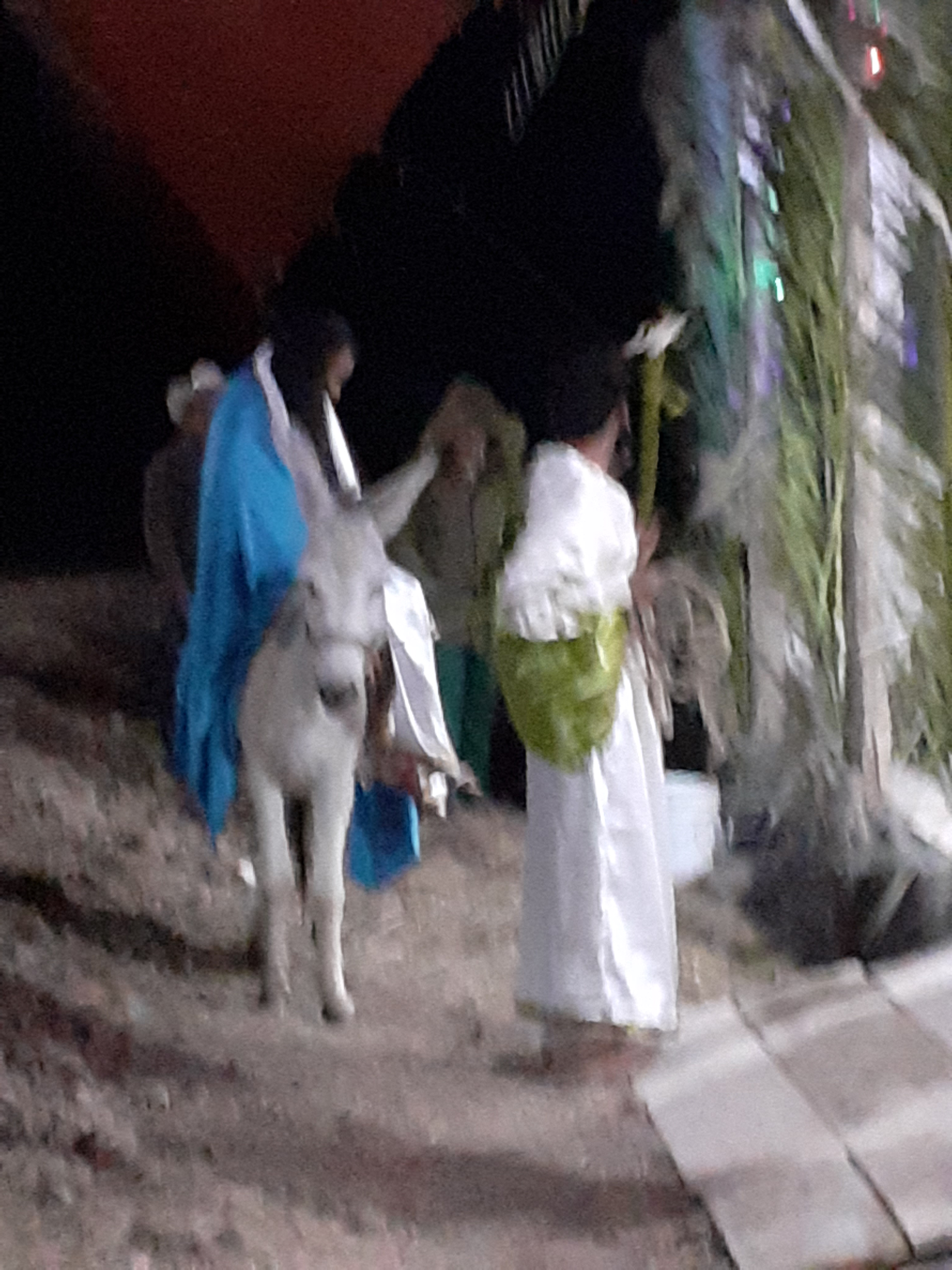
Los Santos Peregrinos pidiendo posada
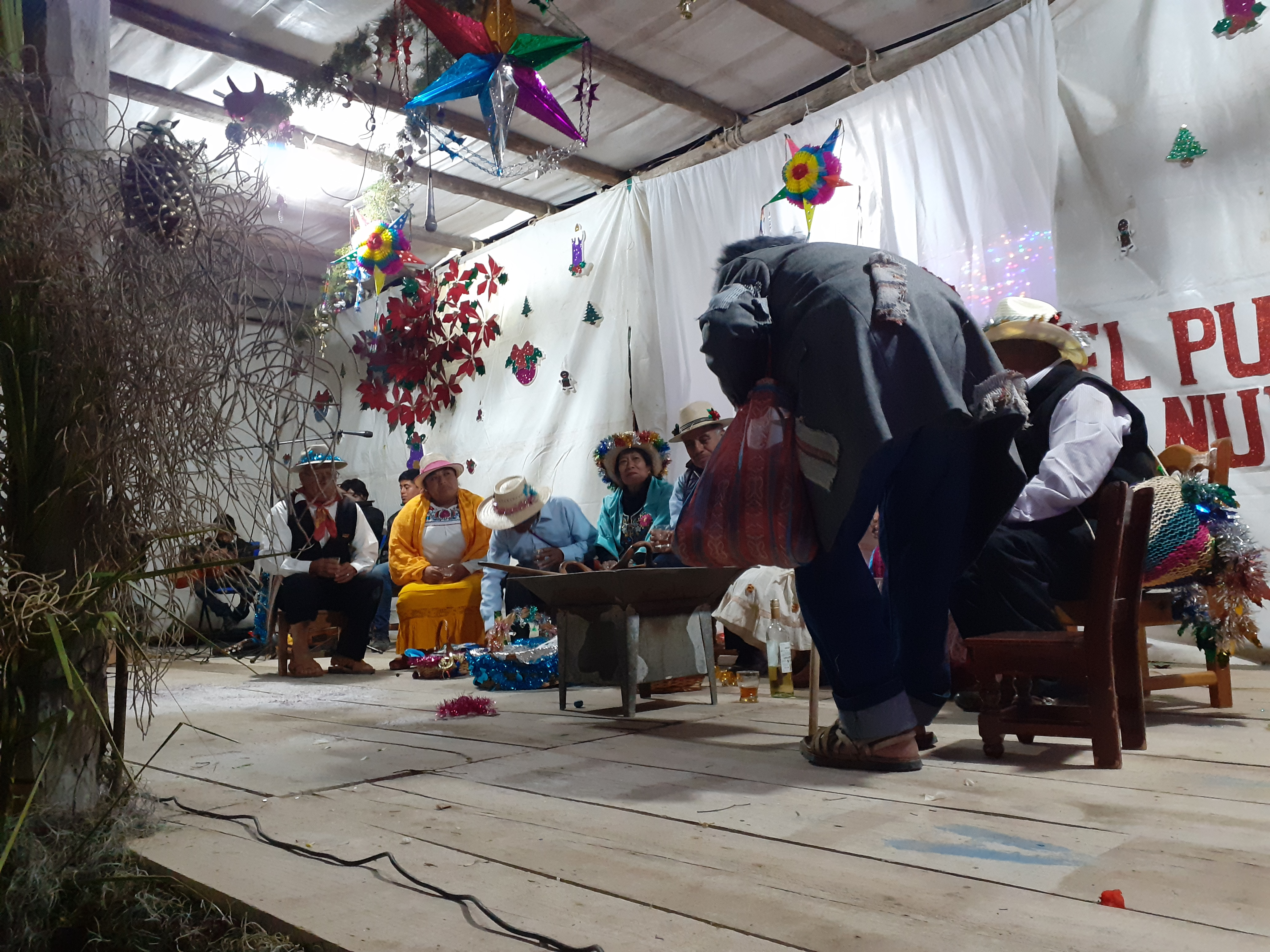
Anciano intentando desengañar a los pastores
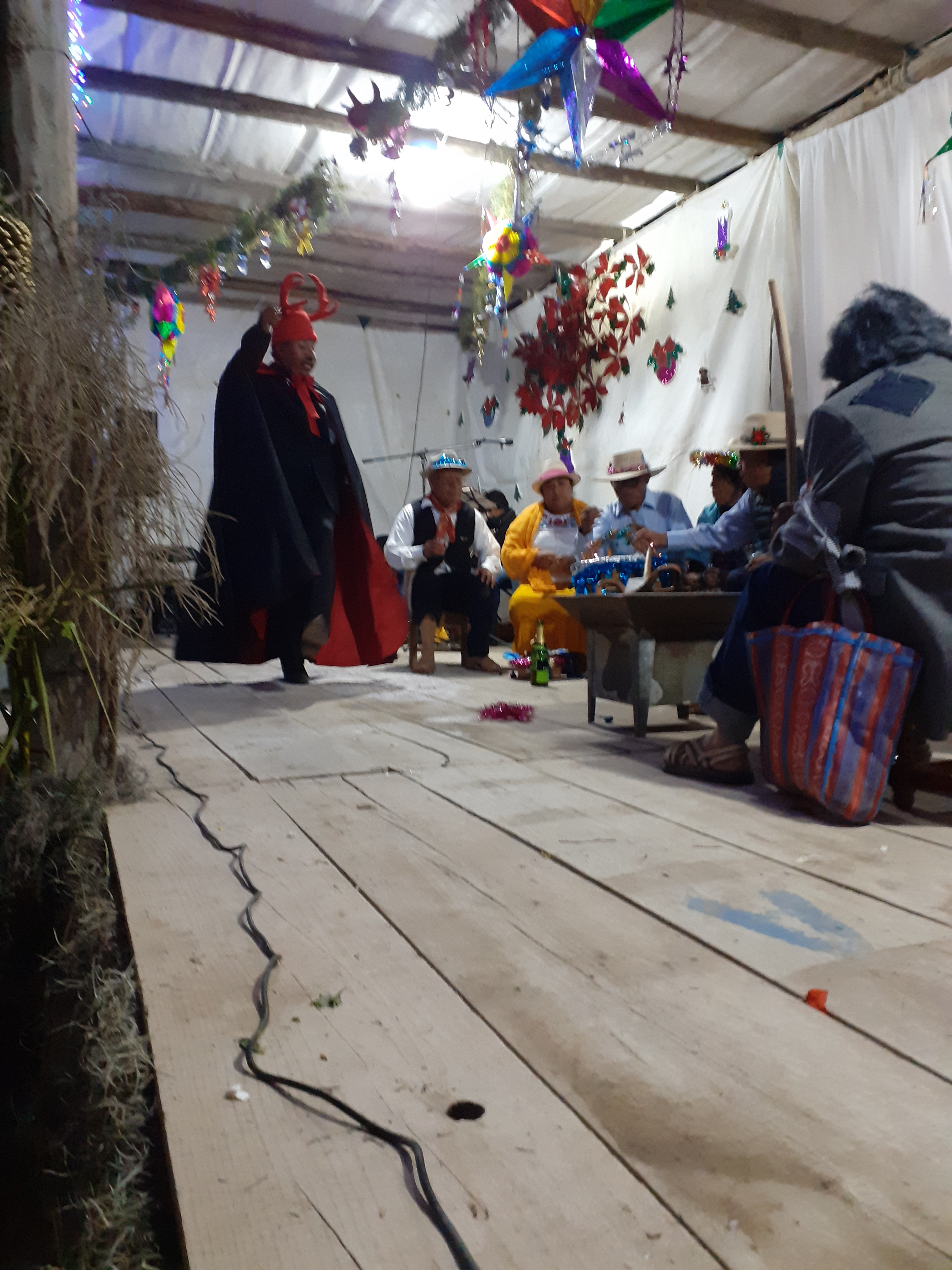
Lucifer sigue confabulando
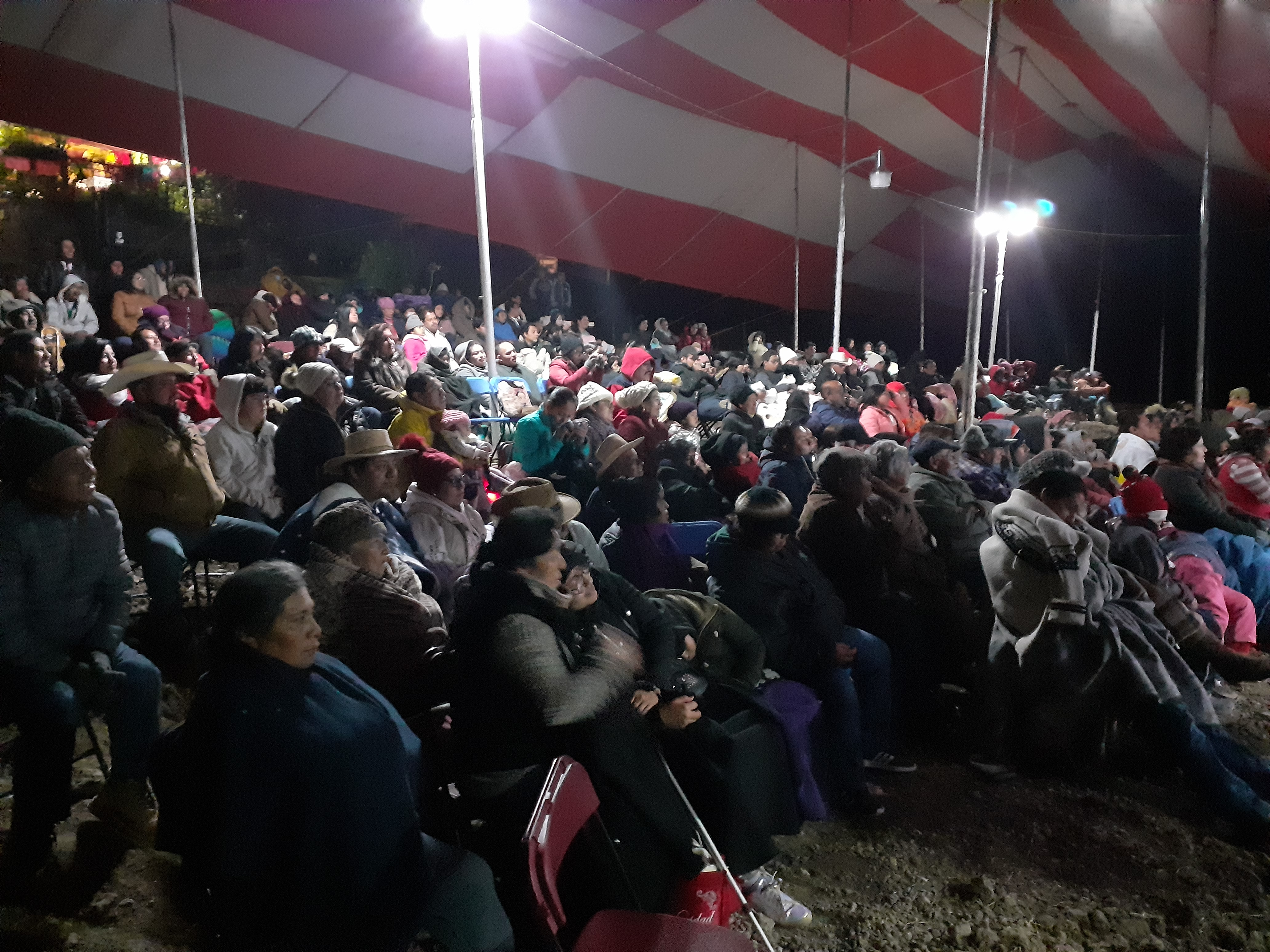
La atención atrapada por la lucha entre el bien y el mal
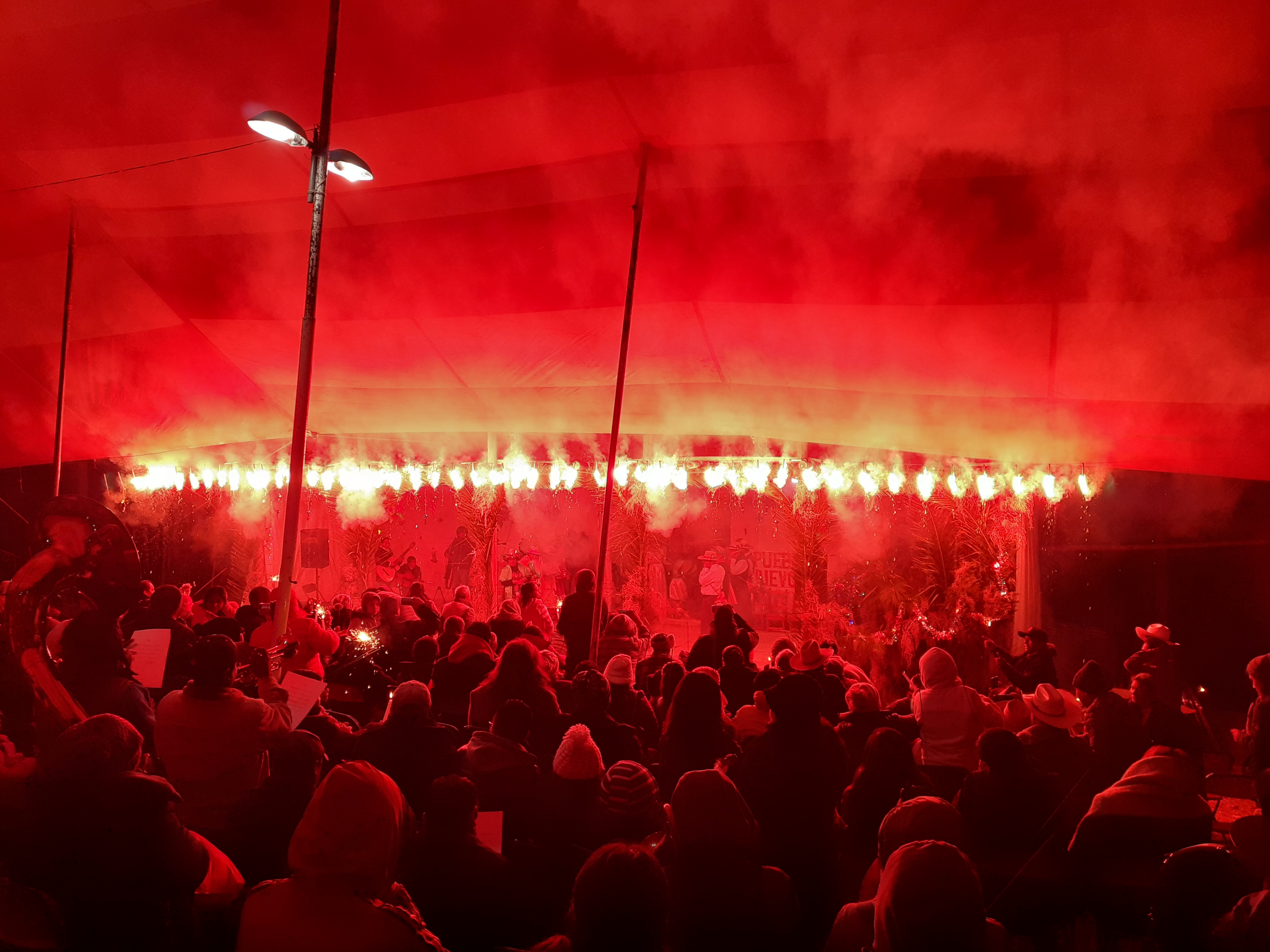
Representación del  momento del milagroso nacimiento
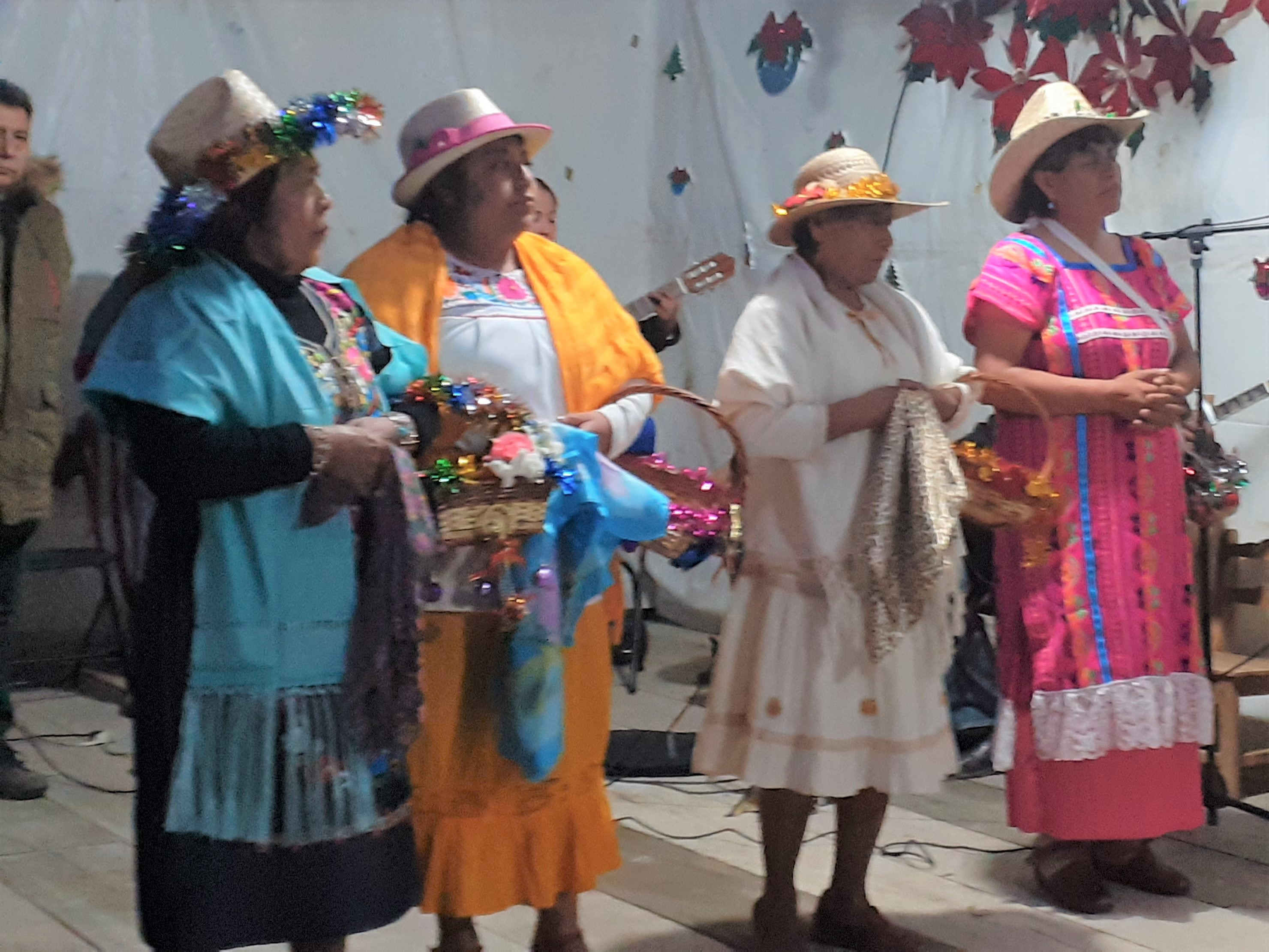
Las pastoras asombradas por el divino alumbramiento
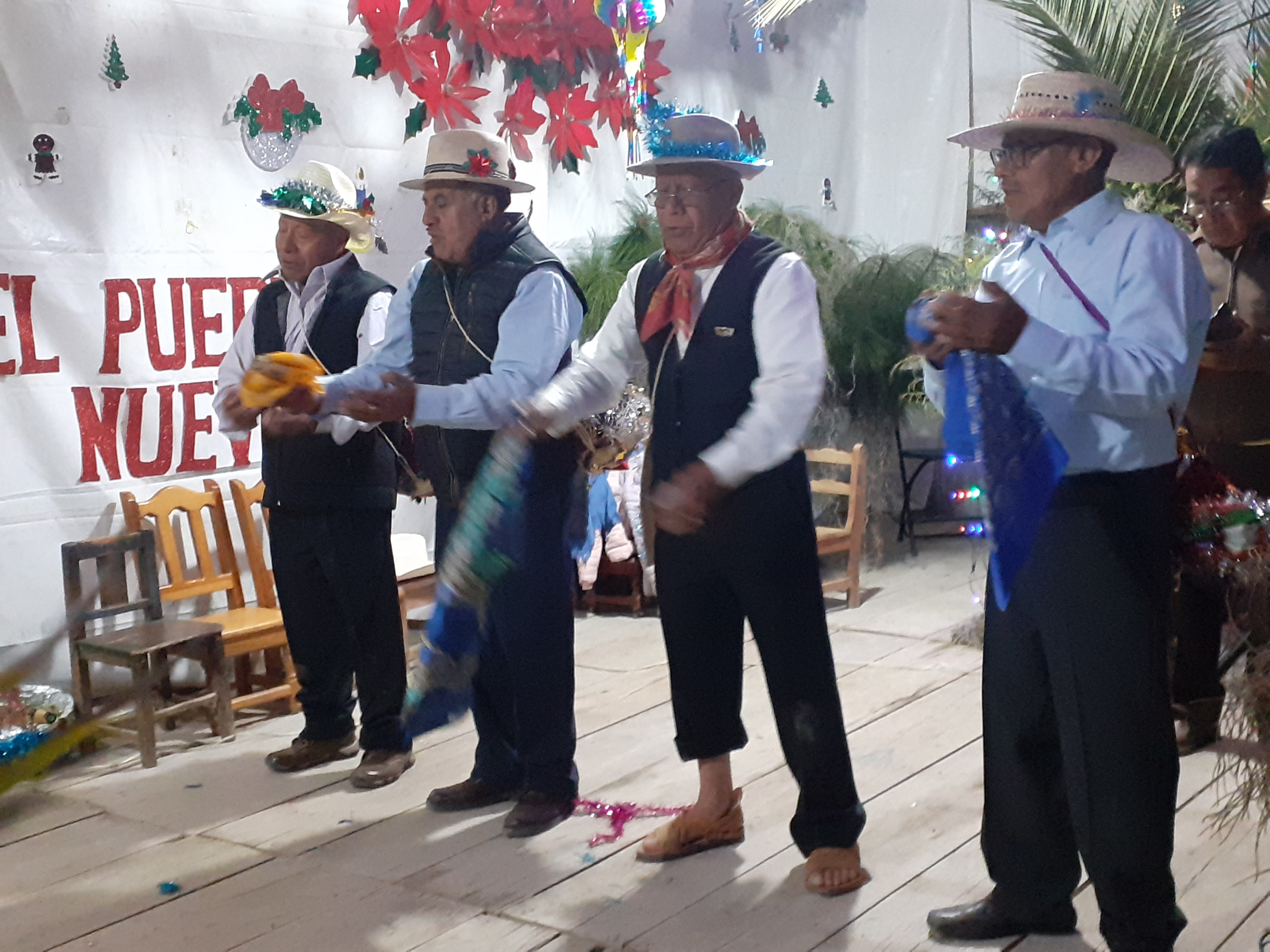
Los pastores adorando al Santo Niño Dios
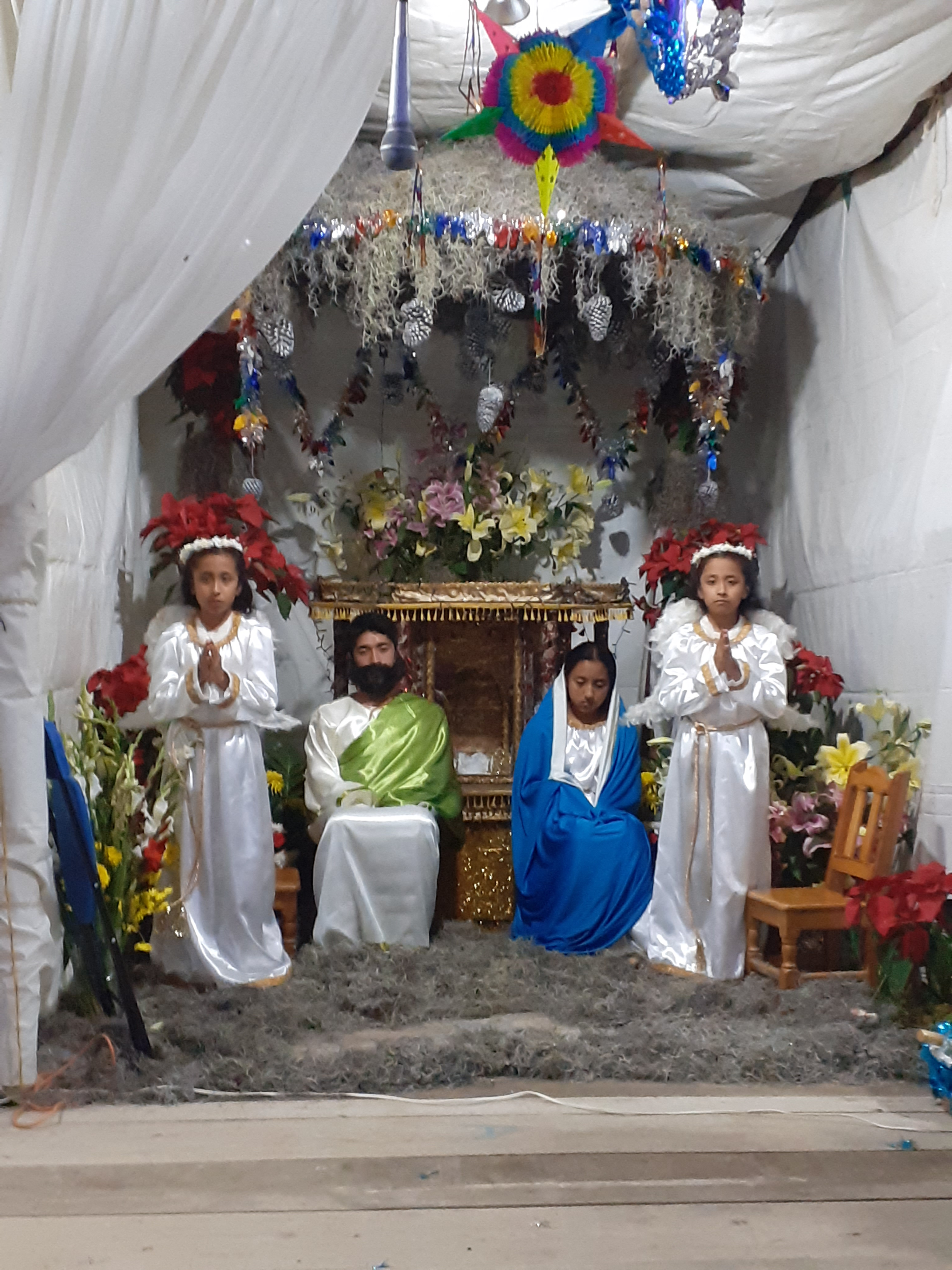
Representación de la Sagrada Familia. Dentro de la vitrina, la pequeña, antigua y venerada figura del niño Jesús.